# 不改常典
不改常典（ふかいのじょうてん、ふかいじょうてん）は、707年以降1868年までの日本の天皇の即位の詔でたびたび参照された法で、天智天皇が定めたとされるものである。天智天皇が「改むまじき常の典と定め賜ひ敷き賜へる法」というくだりから、学界で不改常典と呼ばれる。
この法は、天智天皇の事績をまとめて記した『日本書紀』には記されず、『続日本紀』以下で後の天皇が言及する形で現れる。その最初は元明天皇の即位詔で、以後明治天皇に至るまで度々言及された。史料に具体的内容が引かれていないが、非常に重要な法と位置付けられており、歴史学者の関心を引いている。内容に関しては、父から子に皇位を伝える直系皇位継承法説などおびただしい学説が立てられ、定説はない。

## 概要
「不改常典」は法の正式名称ではなく、この法に言及した即位詔の一節からとられた歴史学用語である。桓武天皇以降は「不改常典」の語がなくなり、「天智天皇が初め定めた法」として言及される。歴史用語としては両方とも不改常典で通じる。
この法は『日本書紀』の天智天皇のくだりに見えず、『続日本紀』以降の諸書が引く天皇の詔の中で言及される。最初は元明天皇の即位詔で、他もすべて即位詔か、即位詔の中で引用される前天皇の譲位詔の中に現れる。しかしすべての即位詔が不改常典に触れるわけではない。どの詔もその具体的内容を示さず、前天皇の即位と統治は不改常典によるものだ、不改常典に従って皇位を伝えよ、天智天皇が定めた法に従って皇位につけ、といった文脈で伝えられる。
不改常典は、江戸時代から20世紀前半まで、大化の改新の諸法か近江令のことだと考えられていたが、現在この説は支持されていない。歴史学者の間で最も有力なものは1951年に岩橋小弥太が論文「天智天皇の立て給ひし常の典」で提唱した直系皇位継承法説で、兄弟継承を排して天皇の子への皇位継承を定めた法だとするものである。以後、これに対する修正や批判、新説の提唱が続き、多くの学説が並立する状況が続いている。皇位継承とする説としては他に、特に正妻から生まれた子に伝えるという嫡系皇位継承法説、譲位によって皇位を伝えるという譲位法説、皇太子を立てて継承させるという皇太子制説がある。皇位継承と無関係とするものには、藤原氏が皇室を輔佐することを定めた法だとする説、天皇を隋唐の皇帝のような専制君主と定めた法だとする説、皇室が代々統治する原則を定めたとする皇統君臨説などがある。
さらに、以上の諸説と組み合わさるものとして、時代による違いの解釈があり、まったく別の法があるとする説から、一つの法がしだいに形骸化したとする説まで濃淡がある。不改常典は本当は天智天皇の作ではなく、後に作られて天智制定と偽ったのだとする仮託説もある。不改常典をめぐる諸学説は、直接的には詔の一節の解釈にすぎないが、これを足がかりに当時の政治体制とその変化について異なる理解が開かれる。
- 大化改新の典法説 - 本居宣長
- 近江令説 - 三浦周行、滝川政次郎、明治時代から1940年代までの通説 
  - 桓武天皇以降だけが近江令とする説 - 早川庄八
  - 近江令で定められた践祚儀礼（養老令における神祇令践祚条）とする説 - 西本昌弘
- 皇位継承法説 - 1950年代以降の最有力説
  - 直系皇位継承法説 - 岩橋小弥太、北山茂夫、直木孝次郎、篠川賢
  - 嫡系皇位継承法説 - 井上光貞
- 譲位継承法説 - 倉住靖彦
- 皇太子制説 - 森田悌
- 隋唐的専制君主説 - 水野柳太郎
- 皇統君臨の大原則説 - 田中卓

## 史料

### 即位詔と不改常典の形式
持統天皇以前の天皇の即位の際の詔は伝わらない。今日我々が読むことができる即位詔は『続日本紀』が採録した文武天皇以降のものの一部で、一部例外を除き宣命体という独特の文体で記されている。不改常典の初見は、文武の次にあたる元明天皇の即位詔である。即位詔の中に不改常典への言及がない例があり、即位詔が今日まで伝わらない天皇も多い。しかし、おおよそ平安時代には言及が慣例化し、明治天皇まで続いたことがうかがえる。
言及方法は時期によって二つある。「不改常典」の語が現れるのは、孝謙天皇即位詔までである。送り仮名がつけて記されたものがあるので、本来は「ふかい」などと音読みするものではない。また、法の名称そのものではなく、何か名前が出てこない法の形容部分である「かけまくもかしこき近江の大津の宮にあめのしたしらしめし大倭根子天皇の天地とともに長く日月とともに遠く改めるまじき常の典と立てたまひ敷きたまへる」というような長い形容の中から、現代の学者が一部を抜き出して使う語が「不改常典」である。桓武天皇以降の詔では「改めるまじき」という形容なしに、単に天智天皇が初め定めた法とある。
不改常典の真の名称と形式は、律令ではないという説で一個の論題になる。定まった形式を持たず、口頭で宣べ伝えられたものだろうとするのが通説だが、律令と並べて遜色ない堂々たる形式を備えた法だとする説、天皇から次の天皇へ秘密に伝えられたとする説、解釈によってどうとでもとれるような漠然とした規定だったのではないかとする説もある。
- 不改常典と定め賜ひ敷き賜へる法 - 元明天皇、聖武天皇、孝謙天皇
- 初め賜ひ定め賜へる法 - 桓武天皇、淳和天皇、仁明天皇、清和天皇、陽成天皇、光孝天皇、後三条天皇、安徳天皇、四条天皇、崇光天皇、後柏原天皇、中御門天皇、孝明天皇、明治天皇

### 元明天皇の即位詔
文献上の初見は『続日本紀』の慶雲4年（707年）7月壬子（17日）条にある元明天皇の即位詔で、不改常典が2箇所で現れる。
元明はまず前代の文武天皇の即位の事情を説明する。文武天皇は草壁皇子の子で、即位して持統天皇と共に座して統治した。これは天智天皇が「天地とともに長く日月とともに遠く、改めない常の典と立て賜い、敷き賜える法」にもとづくのだと元明は言う。
ついで元明は王臣・百官人の輔佐で食国天下の政事を行いたいとしてから、「天地と共に長く改めない常の典と立て賜える食国の法も、傾くことなく動くことなく渡り去るように」と述べた。
この詔に現れる期間に、皇位は持統天皇、文武天皇、元明天皇と渡った。文武は草壁皇子の子にして、天武天皇の孫である。持統・元明はともに女帝で、持統は文武の祖母、元明は文武の母にあたる。よって、前段の不改常典は祖母から孫への譲位と共同統治を正当化する法であり、後段の不改常典は食国の法でその継続を願うという文脈である。
持統太上天皇が亡くなった大宝2年（702年）12月、文武天皇はそれまで天武天皇だけだった国忌に天智天皇の命日を加え、翌年（703年）7月には天智天皇が作らせた庚午年籍を永久に改変しないように命じているが、これに母（後の元明）がどの程度関与しているかは明らかではない。

### 聖武天皇の即位詔
次の史料はやはり『続日本紀』の聖武天皇即位詔である。それによれば、かつて元明天皇は元正天皇に譲位したとき、天智天皇が「万世に長く改めない常の典として立てたまい敷きたまえる法」に従って、わが子に授けよと命じた。ここで授けられたものは、天日嗣高御座の業、食国天下の政事である。元明は聖武の祖母、元正は聖武の叔母だが、この宣命ではともに聖武を「わが子」と呼んでいる。ここでも不改常典は元明の言葉として元正が引用し、それを更に聖武が引用した形である。

### 孝謙天皇の即位詔（聖武天皇の譲位詔）
聖武天皇は譲位の際にも、自らの即位の事情に触れて不改常典に言及した。その言葉が孝謙天皇の即位詔に引用されて伝わる。詔では、天智天皇が「改めない常の典と初め賜い定め賜える法の随に」天日嗣高御座の業を継げと、元正天皇が聖武に命じたという。自分はこれに従って皇位についたが、身体が耐えないので、「法の随（まにま）に」、すなわち法にしたがって、皇位をわが子に授ける、という。ここでは不改常典は元正の言葉である。
後の方の修飾語なしの「法の随に」については、文脈上不改常典のことと理解すべきだとする説と、他にも見える常套句で特定の法を指したものではないとする説とがある。

### 桓武天皇以降の即位詔
不改常典はこの後しばらく言及されないが、桓武天皇の即位詔で再登場した。その大意は「天皇（具体的には光仁天皇）が天日嗣高座の業を天智天皇の初め定める法に従って受けよと自分に命じた。自分は恐れて進むも退くもできなくなったが、天皇の命なので即位する」というものである。
この詔以降、天智天皇が「初め賜い定め賜える法」になり、「不改常典」の句がない。そこで、これ以降の「初め定める法」は本来の不改常典から変質したと考える説や、まったく別物だとする説もある。
桓武天皇の形式は、同じ文脈とほぼ同じ語法でその後の天皇に踏襲された。「淳和天皇御即位記」には淳和天皇の即位詔がある。『続日本後紀』には仁明天皇の即位詔がある。『日本三代実録』には、清和天皇、陽成天皇、光孝天皇の即位詔がある。「御三条院即位記」が載せる後三条天皇の即位詔、「安徳天皇御即位記」が載せる安徳天皇の即位詔、「四条院御即位記」が載せる四条天皇の即位詔、「園太暦」が載せる崇光天皇の即位詔、「拾芥記」が載せる後柏原天皇の即位詔、「御昇壇記」が載せる中御門天皇の即位詔、そして多くの記録が残る孝明天皇の即位詔は、ほぼ同じ形で天智天皇の初め定める法を載せている。
平安時代以降で注目すべきは、『朝野群載』という模範文例集に即位詔の例文が載せられたことである。文面がほぼ同じ形で固定したのは、このような文例に従って詔が作られたためと考えられる。

### 光孝天皇の即位詔
ただし、平安時代以降でも、前天皇から譲られたわけではない光孝天皇の詔は、やや異なる。他の天皇で「天日嗣高座の業を天智天皇が初め定めた法に従って受けよ」」という意味になるところが、光孝では「天日嗣高座の業は天智天皇が初め定めた法である」と変わっている。この後は他と変わらず、百辟卿士が即位を請うのに、恐れて進むも退くもできなかったが、結局即位することにしたと続く。

### 明治天皇の即位詔
「太政官日誌」が載せる明治天皇の即位詔は前段で天智天皇の初め定める法を載せているが、後段で神武天皇の創業にも触れ、新たな要素が付け加えられている。

## 皇位継承法説

### 直系皇位継承法説と嫡系皇位継承法説
直系皇位継承法説は、岩橋小弥太が唱えたもので、皇位を直系男子に継承させることを定めた法であるとする。この説によれば、不改常典はその頃まで一般的だった兄弟継承を否定するために作られた。元正天皇の即位詔の第一の箇所と、聖武天皇即位と譲位の詔では、不改常典が聖武天皇の皇位継承の根拠とされている。
聖武は父の文武天皇が死んだときまだ幼く、年齢的に即位の条件を満たしていなかった。この時代は兄弟継承から父子直系の継承へと皇位継承方法が切り替わる時期にあたっており、相次ぐ早逝によって危ぶまれた天武・草壁・文武・聖武という男子直系の継承が、持統・元明・元正という中継ぎ女帝によって支えられた。兄弟継承の古い慣習に対抗するために不改常典が持ち出されたと考えると、聖武天皇の詔も元明天皇の詔も理解しやすい。
嫡系継承説はさらに限定的に、庶子への継承を否定して正妻の子に後を継がせることを定めた法だとする。嫡系皇位継承法説の根拠としては、草壁皇太子、文武天皇以降の皇位継承が嫡系継承を志向していること、律令が嫡系主義をとっていることが挙げられる。
天智天皇の制定動機については、皇位継承争いの予防、中国とそこに由来する律令の影響、大友皇子への継承の希望の三点が挙げられる。天智天皇自身の世代までは兄弟間の継承が普通で、資格者が多く、しばしば武力でライバルを殺すことによって決着が付けられた。そこで、中国の制度文化の導入に熱心だった天智天皇が、流血事を避けるために直系相続を導入しようと構想したのだろうと考える。大友皇子に関しては、天智天皇10年に大友皇子と五人の重臣が必ず守ると誓った「天皇の詔」を不改常典を指すものと考える説もある。書紀はこの「天皇の詔」の内容を記さないが、文脈から大友皇子の皇位継承を命じる詔だろうと従来から推測されていた。
直系継承を主張しながらも、兄弟継承原理を否定しようとして作られたのではなく、皇族以外の母を持つ皇子を即位させるために作られたのだとする説もある。当時の皇室では近親婚が一般的で、皇位継承者には母にも皇女であることが求められていた。そこで、伊賀采女を母に持つ大友皇子のために天智天皇が直系のみを条件とせよとする法を作り、元明天皇が藤原氏を母に持つ聖武天皇のためにこれを不改常典としてとり上げたとする。
しかしながら、この説に従えば、次の後継者に弟の天武天皇が立ったとき、不改常典は早々に破られたことになる。また、その後の皇位継承でも直系・嫡系が堅く守られたわけではない。これらについて直系・嫡系皇位継承説の論者は、法に現れた理念が他の理念や利害と衝突して実現に困難をきたすことはままあることであると説明する。
これに対して皇位の直系継承は男性天皇に限定されず女性天皇でも成立するという考えから、草壁の母である持統天皇は天智天皇の娘であり、彼女を介することで天智・持統・草壁・文武・聖武の直系皇位継承が成立しており、草壁の皇統は天武の直系であると同時に天智（-持統）の直系であったとする説もある。

### 直系・嫡系皇位継承法説への批判
直系・嫡系の皇位継承法説は奈良時代の詔を説明するには都合が良いが、多くの批判にさらされた。
その第一は、嫡系継承法説への批判で、嫡子がいない天智天皇に嫡系継承法を制定する動機はないというものである。天智天皇は伊賀采女との間に大友皇子（弘文天皇）を儲けたが、皇后の倭姫王との間には子がなかった。
第二は、聖武天皇に至る奈良時代の直系天皇が、天智天皇の直系ではなく、天武天皇の系統に属することである。不改常典が直系継承法だとすると、天武天皇は不改常典を破って皇位を得たことになり、その子孫が不改常典を自らの正統の拠りどころにするのは不自然である。これは直系継承法にとって特に問題となり、嫡系継承法だとすると大友皇子の資格も不完全とみなされることになる。
これに対して中野渡俊治は直系継承説批判に対する反論と同時に女性天皇の直系子孫の存在が考慮されない従来の直系継承説への批判として、天智天皇の娘である持統天皇が即位したことで彼女が生んだ草壁皇子も天智天皇の直系の孫として位置づけられ、その結果、聖武天皇に至る奈良時代の直系天皇は天武天皇の直系であると同時に天智天皇の直系でもあったとしている（中野渡は不改常典を天智天皇の娘であった元明天皇が即位時に亡き父の発言に仮託して作ったする立場を取る）。これは天武天皇の二世王（孫）である長屋王と草壁皇子・元明天皇夫妻の娘である吉備内親王の間の子が天武天皇の三世王（曾孫）ではなく元明天皇の二世王（孫）として遇されたことも、女性天皇の子孫が男性天皇の子孫と同等の身分待遇を受けたとする傍証として考えられている。
第三は、文武天皇の即位を正当化するために不改常典が使われていない点である。軽皇子（文武天皇）が若年で立太子したときに、皇族内で異論があったことは、奈良時代に作られた『懐風藻』に記されている。このときは天智の孫にあたる葛野王が直系継承を主張したが、その際天智天皇の定めた法には触れなかったようである。また、文武天皇の即位詔に、不改常典への言及はない。不改常典が直系皇位継承を定めていたのなら、それを拠りどころにして文武立太子・即位の正当性を主張することができたはずである。
第四は、元明天皇の即位詔の中で二番目に出てくる不改常典が、「不改常典と立て賜った食国法」と記されている点である。「食国」は、国をしろしめすという意味で、国の統治の意味である。ならば不改常典は統治に関する法なのであって、皇位継承に関する法ではない。
第五は、光孝天皇の即位詔に、「天日嗣高御座の業」は天智天皇が「初め賜い定め賜える法」だとある点である。「天日嗣高御座」は天皇が居る場所を指し、その業は皇位そのものか、皇位について行う統治のことで、継承方法のことではないと考えられる。

### 後世仮託説
不改常典は天智天皇が作ったものではなく、後に別の人が作って天智制定と偽ったとするのが、後世仮託説である。単に仮託説ともいう。上述の直系皇位継承法説の欠点のうち、第一と第三の点を繕うものとして唱えられた。文武天皇の即位詔で現れないのは当時不改常典がなかったからで、元明天皇即位の時かその直前に、直系（または嫡系）の継承を正当化するために創作されたのだとする。
仮託説に対しては、多分に推測を重ねることによって導かれる直系・嫡系皇位継承説に、明文の史料を否定する力を与えるべきではないとする批判がある。また、まったく根も葉もないことが人々を説得する論拠として通用するかという疑問もある。特に元明天皇の即位時には、石上麻呂ら天智朝時代を知るものが存命していた。
その一方で、例え仮託であったとしてもそれが天智天皇の実の娘である元明天皇の口から出たものであれば一定の説得力を持ちうること（天智朝を知る群臣と言えども実の娘による生前の父親に関する話を否定するのは困難である）、反対に天智天皇の時代に不改常典が存在するならば、それは元明天皇の時代に編纂された『日本書紀』に記載されることで「事実」として認定されていた筈であるとして、仮託の可能性も排除は出来ないとする指摘もある。
仮託説は、直系・嫡系皇位継承法説以外の説と結びつけられることもある。

## その他の説

### 譲位継承法説
不改常典は皇位継承についての規定だが、誰がつくかを指定したものではなく、前天皇が後継者を指名して選ぶことを定めたものだとする説である。不改常典は、前代まで一般的だった群臣の協議と推戴という形式を否定し、後継者指名を天皇大権の一部とし、皇位継承抗争を絶とうとしたものである。
これに対する批判としては、譲位法だとすると元明天皇、元正天皇、淳仁天皇、光仁天皇のようなもっと特殊な継承を正当化するためにも使えるはずなのに、それがないことが挙げられる。

### 皇太子制説
不改常典が皇太子制を定めたものだとする説は、1993年に森田悌が唱えた。日本における皇太子制の成立については諸説あるが、この説では671年（天智天皇10年）の大友皇子立太子をはじまりとする。森田によれば不改常典は複数の内容を含むもので、その一部に皇太子制を定めた箇所がある。他は天皇が政治を臣下に委ねず自ら執政することを定めた箇所で、水野がいう隋唐風の皇帝統治説と一致する。

### 大化改新説
江戸時代の国学者本居宣長は、不改常典を大化の改新時の諸法を指すと解した。不改常典は天智天皇が初め定めたと言われるのに、『日本書紀』には天智が天皇在位中に法を初めて定めたと記す箇所がない。彼が中心になったのは、孝徳天皇の時の大化の改新時の諸法である。それを孝徳が定めたと言わず、天智が定めたというのは、当時の制度改定の主役が中大兄皇子（後の天智天皇）だったためだと考えた。
これに対しては、即位詔という公式の宣言の中で天皇を無視し、天皇の権威よりも皇太子のほうが優越していたという事実を是認することは穏当ではないとする批判があり、現在では支持されていない。

### 近江令説
『藤氏家伝』や『弘仁格式』には、日本最初の令として天智天皇が近江令を制定したことが記されている。不改常典を天智元年制定の近江令とするのは、大正から昭和初期の通説であった。史料的根拠としては、後に高橋崇があげた元明天皇の即位詔の「不改常典と立て賜わる食国法」という箇所がある。食国法は国家統治の法律と解されるので、これは当時の国家統治の法、すなわち最初の令として制定された近江令のこととされる。
近江令説に対する批判としては、大宝令が施行された後の段階で近江令を「不改常典」と呼ぶ矛盾が指摘される。つまり、既に改正された法を改正されない法と呼ぶ矛盾である。 また、20世紀後半に有力化した近江令不存在説にもとづけば、不改常典を近江令とする説は否定される。近江令制定が平安時代に創作された話なら、奈良時代に言及されるはずがないからである。
なお、近江令の中に皇位継承規定があったとは考えられない。大宝令、養老令に皇位継承に関する規定はなく、唐の令にも規定がない。近江令に置かれていたとすれば、日本独特のものとして置かれた規定が、大宝令制定時に除かれたということになり、令から削除されて間もない法を「改めるまじき法」と呼ぶ矛盾が生じる。。

#### 近江令に基づく践祚儀礼説
西本昌弘は不改常典は皇位継承そのものではなく、天皇の践祚儀礼のことであるとする。西本は天智天皇は天皇が天照大神の子孫として皇位を継いだことを示すために、践祚の際に中臣氏が「天神の寿詞」を奏上し、忌部氏が神璽の剣鏡を奉ることを近江令に明記したと主張する。その上でこの践祚に関する近江令の条文は「改めるまじき法」として飛鳥浄御原令、大宝令、そして養老令（神祇令践祚条）にそのまま引き継がれたとしている。この規定は嵯峨天皇の践祚までは忠実に実施されていたが、淳和天皇以降になると両氏の儀礼は大嘗祭の辰日節会に場を移して行われるようになった。しかし、今日まで天皇が皇位を継承するために神璽を備える必要があるのは、この不改常典に基づいているとしている。更に不常改典のことが『日本書紀』に明記されなかったのは、この規定が実践された初例を明記できなかった、すなわち不常改典に基づいて践祚をした最初の天皇は大友皇子（弘文天皇）であり、彼を倒して皇位に就いた天武天皇は大友の皇位継承を否定しながら、その先例に基づく儀礼によって皇位を継いだ矛盾を記すわけにはいかなかったからであろうと推測している。

### 藤原氏による輔政説
藤原氏による輔政を定めた法だとする説で、1969年に田村円澄が唱えた。この説によれば、藤原鎌足を重用した天智天皇は、皇位を皇室が掌握し、皇室と姻戚関係を持つ藤原氏がこれを輔佐するという共同執政＝輔政体制を代々永続させるように伝えた。この法は成文・公布されたものではなく、壬申の乱を起こした天武天皇は不改常典に縛られなかったが、天智の娘である持統天皇ら天智の女系子孫が中心になって伝え、守らせた。文武天皇の死によってこの方式での継承が困難になったとき、それまで他言されなかった不改常典を明かし、藤原氏の補佐がない皇族を牽制したとする。田村によれば、後の藤原氏の隆盛はこのときに制度として作られ予定されていた。
この説への批判者は、皇室が自家の継承を委ねるまでに藤原氏に奉仕しなければならないと考えた動機が不明だとする。また、鎌足・不比等の地位を高く見過ぎているとも言う。

### 隋唐的専制君主説
天皇が国家を統治すべきこと、天皇がどのような態度で統治すべきかといった、国家統治の根本に関わることを定めた法で、具体的には隋や唐の皇帝にならった専制君主と定めたものだとする説である。1975年に水野柳太郎が提唱した。水野は、桓武天皇の詔で大略「皇位を天智天皇が初め定めた法に従って受け、仕えよ」とあった箇所が、文徳天皇の詔では「受けよ」が脱落して、「皇位を天智天皇が初め定めた法にしたがって仕えよ」となっていた点に注目した。そこで、文徳天皇の時に不改常典は皇位継承法と解されていなかったのであり、それは桓武天皇の場合も同様であると推定した。不改常典が継承方法ではなく天皇のあり方を規定したものとするなら、前代の詔もこれら平安時代の詔も意味が通る。水野は、6、7世紀には大王一人が君臨する体制ではなく、大王を含めた支配グループが共同あるいは分業で統治する体制があったと考え、天智天皇はこのような大王（天皇）のあり方を変えようとしたのだとした。

### 皇統君臨原則説
田中卓は、細かな規則を定めたのではなく、日本という国は代々天皇が受け継いで統治していくという大原則を定めた法だとした。こう考えると、代々のどの継承時に言及されても自然なものと理解できる。
これに対しては、すでに皇室が長く統治してきた歴史があるのに、改めて皇統君臨の原則を定める必要がどこにあるのかという疑問が出される。建国以来の法とするなら理解できるし、『日本書紀』や『古事記』はそのような歴史を記述しているのに、天智天皇が決めたから守るというのは不必要である。

## 元明天皇詔の第二の不改常典
元明天皇即位詔の二番目の不改常典、「不改常典と立てられた食国法」は、皇位継承法説に対する重要な批判点である。
初めにこの箇所に着目した高橋崇は、食国法は統治の法のことであるから、律令に他ならず、その律令は天智天皇が定めた近江令のことであると論じた。
皇位継承法説の論者の多くは、この箇所を含む文は「改めてはならない常の典と立てた法が傾くことなく動くことなく続くように働け」という意味で、全体として継承を意識しているとして弁明とする。これには、一箇所で食国法とあっても、他の箇所は皇位継承法として理解するほうが自然だという判断もある。皇位継承法論者でも、不改常典は複数の内容を持ち、一部に皇位継承に関する法、他に皇位に関する法があったと説く者もいる。
二番目だけ他の不改常典と異なるとする説もある。田中卓は、元明天皇の詔の第二の箇所だけが、他と異なり大宝令を指すという説を唱えた。水野柳太郎は他の天皇の即位詔にかんがみ、は官吏に対して施政方針・諸法令を守って働くよう求める文脈で書かれたものだから、諸天皇の施政方針程度のものと考えた。
別とする説の根拠としては、統治法とされていることの他に、もともと「不改常典」は法の名称ではなく形容語の一部だということがある。二番目のものに天智天皇制定という語がついていないことも根拠とされる。改めてはいけない法は一つだけとは限らないはずである。
しかし、同じ詔の中で「月日とともに長く、天地とともに変わらず、改めてはならない法として立てられた」とほぼ同じ表現で長々しく形容されている二つの法が、別のものを指すというのは不自然だと考える学者が多い。

## 桓武天皇以降の初め定めた法

### 皇位継承法説と傍系継承の矛盾
皇位継承法説をとる場合には、桓武天皇以降の法がそれ以前と別の理解をされていたと説くことが通例である。直系継承法と考えると、傍系継承で即位した実例との矛盾が生じるためである。
淳和天皇、仁明天皇、後三条天皇は前天皇の子ではないのに、即位詔では天智が初め定めた法に従って位を譲られたと述べている。光孝天皇も、初め定めた法に従って即位したとは言わないが、この法に言及する。以上のどの場合でも、法に反して即位したという屈折が文面から窺えない。
また、前天皇との関係では直系であっても、次の天皇に予定する皇太子が傍系とされた例がある。桓武天皇の皇太子早良親王、仁明天皇の皇太子恒貞親王である。もし不改常典が直系・嫡系継承法なら、即位の数日前や後に破られたことになり、矛盾をきたす。しかし皇太子については別の解釈方法もあり、傍系継承の淳和天皇、仁明天皇は皇太子に前天皇の子を立てている。自身を中継ぎと位置づけ、次には直系に復することを約束するのであれば、矛盾にはならない。

### 形骸化・廃棄
直系・嫡系皇位継承法説を支持する学者の多くは、桓武天皇以降に不改常典は形骸化し、内容が理解されないまま先例を踏襲して書き継がれていったと考える。平安時代末期に作られた『朝野群載』の即位詔の例文は、実際のものとほとんど変わらない表現でこのくだりの文章を示しており、定型文の引き写しが行われた証拠となる。
伝承の薄れや途切れというより積極的に、基王の死と孝謙天皇即位、道祖王立太子をもって、不改常典の廃棄とする学者もいる。その場合、桓武天皇の即位詔にあらわれる「初め定めた法」は、「不改常典」とは別のものということになる。

### 近江令仮託説
さらに進んで、桓武以降の「初め定めた法」だけを近江令と考える早川庄八の説がある。この説は二つの柱を持ち、一つの根拠は「皇位は天智が定めた法である」と読める光孝天皇の即位詔である。この文面では皇位継承法のこととは思われない。もう一つは近江令不存在説で、天智天皇が近江令を制定したという話がこの時代に創作されたとする。そこで、「初め定めた法」は、天智天皇の業績を持ち上げるために作られた近江令とその後継の律令のことだとする。
これに対しては、「皇位は法である」とはそもそも文意不明であり、ここに特別な意味を読み込むのではなく、形骸化をみるべきだという批判がある。また、即位根拠として現在の養老令ではなく過去の令が持ち出される不自然も指摘される。

## 学説史
江戸時代に不改常典（かはるまじきつねののり）に関する学説を示した本居宣長は、『続記歴朝詔詞解』と『続紀宣命問目』で、大化の改新の諸法を指すと解した。『日本書紀』の天智天皇の時代には、改定はあっても初めて定められた法は見当たらないというのがその理由である。大きな制度変革は孝徳天皇の代の大化の改新であり、それが実質的に天智天皇によって推進されたために、即位詔では天智が定めたと言われたと考えた。
後に、天智天皇元年に日本最初の律令として近江令が制定されたと認められると、不改常典とは近江令のことだと考えられるようになった。具体的には、大正時代に三浦周行が『続法制史の研究』で、即位の宣命に現れるのは近江令のことであるとした。三浦はまた、大化の改新から天智天皇の代までの法制のこととも述べて、宣長の説をも包含した。昭和の初めに滝川政次郎もこれを踏襲して近江令のこととみなした。当時の学界では、近江令こそ日本最初の令で最大の画期であり、大宝令と養老令は近江令を修正したものに過ぎないと考えられていた。そこで、天智が定め、歴代天皇が踏襲した重要法典ならば近江令に違いないと考えられたもので、精密な議論は存在しなかった。
戦後の1951年に、岩橋小弥太が論文「天智天皇の立て給ひし常の典」を発表した。これが本格的な不改常典研究の初めである。岩橋は聖武天皇の詔を検討してこれが皇位継承の根拠として用いられていることを示し、皇位継承法説を立てた。その上で近江令が皇位継承規定を含まなかったと推測し、近江令説を否定した。高橋崇が「不改常典と定めた食国法」という詔文から反対を唱えたものの、多くの学者は岩橋説に賛同した。近江令説退場の背景には、ほぼ同時期に唱えられた近江令非存在説がある。近江令が平安時代に創作された仮構ならば、奈良時代に言及された不改常典が近江令であるはずがない。存在説をとる場合でも、近江令は律令制整備の長い道程の中の一段階とみなされるようになり、重要度が減じた。なお、岩橋の論には「不磨の法典」という大日本帝国憲法を思わせる表現による評価がなされたことからその後の研究者に不改常典に実体性や永続性を持つものとする認識を与えたとする指摘もある。
それから1960年代末までは、皇位継承法説を修正・補強する研究が続いた。1955年には直木孝次郎が論文「天智天皇と皇位継承法」で元明天皇による仮託説を提唱した。直木は後に仮託説を捨てたが、仮託というアイデアは、直系・嫡系皇位継承法説からも、これを否定する立場からも引き続き参考にされた。1959年には北山茂夫が、大友皇子と重臣たちが奉じた「天皇の詔」が不改常典であろうとする説を出した。 井上光貞は1965年発表の論文「古代の皇太子」で、岩橋が唱えた直系相続ではなく、嫡系相続が定められたのではないかとする説を出した。
皇位継承法説定説化の状況を覆したのは田村円澄で、彼は1969年に論文「不改常典考」で皇位継承法説を全面的に批判し、藤原氏の輔政を定めた口承の法が不改常典であると説いた。この説は1970年代にかなりの支持を得たが、皇室側の動機や藤原氏の台頭時期に疑問が投げられ、勢いを失った。以後次々に不改常典をめぐる新説が提唱され、論議は非常な活況を呈したが、どれもはっきりした成功をおさめなかった。
新説提唱が一段落してから、1980年代以降は直系・嫡系の皇位継承法説が最有力と目される状態に揺り戻したが、それで確定とはみなされていない。

## 注
1. ↑  武田佐知子「『不改常典』について」、『日本歴史』309号、注26、57頁および64-65頁。水野柳太郎「『不改常典』をめぐる試論」、『日本史研究』150-151号、60頁。
2. ↑  岩橋小弥太「天智天皇の立て給ひし常の典」、『増補上代史籍の研究』下巻、吉川弘文館、1973年、6-7頁。
3. ↑  田村円澄「不改常典」、『日本古代の宗教と思想』
4. ↑  長山泰孝「不改常典の再検討」、『日本歴史』446号、9-10頁。
5. ↑  篠川賢「皇統の原理と『不改常典』」、107頁。
6. ↑  井上光貞「古代の皇太子」、『日本古代国家の研究』214-215頁。
7. ↑  岩橋小弥太「天智天皇の定められた皇位継承の法」、『古事類苑館月報』、1、1967年4月。
8. ↑  直木孝次郎『壬申の乱』。井上光貞「古代の皇太子」、『日本古代国家の研究』213頁。
9. ↑  北山茂夫「六七一年の天智天皇の詔についての論」、『日本古代政治史の研究』、岩波書店、1959年。
10. ↑  北山茂夫「壬申の乱の論点」、『日本古代内戦史論』111-115頁。『日本古代政治史の研究』では112-114頁。
11. ↑  篠川賢「皇統の原理と『不改常典』」。
12. ↑  井上光貞「古代の皇太子」、『日本古代国家の研究』216頁。
13. 1 2  中野渡俊治「奈良時代の天智天皇観」『古代太上天皇の研究』、18-19頁。
14. ↑  武田佐知子「『不改常典』について」。
15. ↑  田村円澄「不改常典」、『日本古代の宗教と思想』、1987年、335-337頁。森田悌「不改常典について」、『日本律令制論集』上巻、10頁。
16. 1 2  中野渡俊治「不改常典試論」『古代太上天皇の研究』、42-44頁。
17. ↑  田村円澄「不改常典」、『日本古代の宗教と思想』、1987年、337-338頁。
18. ↑  高橋崇「天智天皇と天武天皇　続紀宣命より見たる」。
19. ↑  早川庄八『続日本紀』、166-167頁。
20. ↑  直木孝次郎「天智天皇と皇位継承法」。
21. ↑  長山泰孝「不改常典の再検討」、『日本歴史』、446号。森田悌「不改常典について」、『日本律令制論集』、7-8頁。
22. ↑  佐藤宗諄「元明天皇論」、『古代文化』30巻1号、15頁。
23. ↑  寺西貞弘『古代天皇制史論』、佐藤宗諄「元明天皇論」。
24. ↑  森田悌「不改常典について」、『日本律令制論集』上巻、13-14頁。篠川賢「皇統の原理と『不改常典』」、『日本古代の社会と政治』、108頁。
25. ↑  森田悌「不改常典について」。
26. ↑  田村円澄「不改常典」、330頁。
27. ↑  滝川政次郎『日本法制史』、第4版、88頁。
28. ↑  高橋崇「天智天皇と天武天皇」、『続日本紀研究』1巻9号233頁。
29. ↑  直木孝次郎「天智天皇と皇位継承法」
30. ↑  青木和夫「浄御原令と古代官僚制」、『古代学』3巻2号。
31. ↑  岩橋小弥太「天智天皇の立て給ひし常の典」
32. ↑  西本昌弘 著「不改常典と神祇令践祚条」、西本昌弘 編『日本古代の儀礼と社会』八木書店、2024年、3-32頁。
33. ↑  田村円澄「不改常典」、『日本古代の宗教と思想』、1987年。
34. ↑  佐藤宗諄「元明天皇論」。
35. ↑  水野柳太郎「『不改常典』をめぐる試論　大王と天皇」、『日本史研究』150、151合併号、1975年5月。
36. ↑  森田「不改常典について」、『日本律令制論集』上巻、14-15頁。
37. ↑  早川庄八『続日本紀』、170頁。
38. ↑  森田悌「不改常典について」、『日本律令制論集』上巻、4-5頁。
39. 1 2  田中卓「天智天皇と近江令」、『神道史研究』8の6。
40. ↑  水野柳太郎「『不改常典』をめぐる試論」、『日本史研究』150-151号、57-58頁。
41. ↑  長山泰孝「不改常典の再検討」、『日本歴史』446号
42. ↑  田村円澄「不改常典」、『日本古代の宗教と思想』、1987年、334-335頁。武田幸子「『不改常典』について」、『日本歴史』309号、1974年2月、56頁。
43. ↑  篠川賢「皇統の原理と『不改常典』」、117頁。
44. ↑  早川庄八『続日本紀』、p161-164。篠川賢「皇統の原理と『不改常典』」、『日本古代の社会と政治』、112-113頁。
45. ↑  井上光貞「古代の皇太子」、『井上光貞著作集』第1巻、219-221頁。
46. ↑  早川庄八「天智天皇の初め定めた『法』」、早川『新日本古典文学大系　続日本紀（一）』所収、166-171頁。早川庄八「天智の初め定めた『法』についての覚え書き」、早川『続日本紀（一）』、168-171頁。『続日本紀（一）』補注、384頁。
47. ↑  篠川賢「皇統の原理と『不改常典』」、『日本古代の社会と政治』、115頁。ただし、この箇所を形骸化の証拠と見た初めは岩橋小弥太「天智天皇の立て給ひし常の典」、9-10頁。
48. ↑  森田悌「不改常典について」、『日本律令制論集』9-10頁。
49. ↑  中野渡俊治「不改常典試論」『古代太上天皇の研究』、45頁。